# Barytarbes adpropinquator
Barytarbes adpropinquator är en stekelart som först beskrevs av Johann Ludwig Christian Gravenhorst 1829.  Barytarbes adpropinquator ingår i släktet Barytarbes och familjen brokparasitsteklar. Arten är reproducerande i Sverige. Inga underarter finns listade.